# II형 감각 신경섬유
II형 감각 신경섬유(type II sensory fiber)의 그룹 Aβ는 감각 섬유의 한 유형으로, 두 가지 주요 촉각 수용체 그룹 중 두 번째이다. 이러한 자극에 대한 다양한 유형의 Aβ 섬유의 반응은 적응 특성에 따라 전통적으로 빠르게 적응하는(RA) 뉴런 또는 천천히 적응하는(SA) 뉴런으로 세분화될 수 있다. 제2형 감각 섬유는 천천히 적응(SA)한다. 즉, 접촉에 변화가 없더라도 자극과 활동 전위에 계속 반응한다. 신체에서 유형 II 감각 섬유는 유사단극 뉴런에 속한다. 가장 주목할만한 예는 메르켈 세포-신경돌기 복합체(Merkel cell-neurite complex)가 그들의 수상돌기(정적 접촉 감지) 위에 있는 뉴런과 루피니 종말(bulbous corpuscle 또는 Ruffini ending. 피부의 스트레칭 및 관절 내부의 과도한 확장 감지)이 있는 뉴런이다. 병리학적 상태에서는 과도하게 흥분하여 일반적으로 통증을 유발하는 촉각 감각을 유발하는 자극을 유발할 수 있다. 이러한 변화는 부분적으로 COX1에 의해 생성되는 PGE2에 의해 유도되며, 자유 신경 말단이 있는 유형 II 섬유는 이 기능을 수행하는 섬유의 세분화일 가능성이 높다.
II형 감각 신경섬유(type II sensory fiber)의 그룹 Aα는 신체 위치 감각(고유 감각)에 참여하는 또 다른 유형의 감각 섬유이다. 각 근육에는 근방추(muscle spindle)라고 불리는 작은 근육 모양의 주머니가 10~100개 있다. 유형 II 섬유(2차 섬유, secondary fiber)는 핵사슬 섬유(nuclear chain fiber)와 근방추의 정적 핵주머니 섬유(static nuclear bag fiber)에 연결되지만 동적 핵주머니 섬유(dynamic nuclear bag fiber)에는 연결되지 않는다. 근방추에 대한 일반적인 신경 분포는 유형 Ia 섬유 1개와 유형 II 섬유 2개로 구성된다. 유형 Ia 섬유는 스프레이 모양(spray shaped) 또는 환형(annular)일 수 있는 "꽃 스프레이"(flower spray) 끝을 갖는 유형 II 섬유와 비교하여 추내 섬유(intrafusal fiber)의 중간 부분 주위에 "환나선형"(annulospiral) 끝을 가지며 사슬 또는 주머니 섬유(chain or bag fiber)의 양쪽에 좁은 띠로 퍼진다. Ia 섬유는 근육 운동의 변화 정도를 신호하고, 유형 II 섬유는 근육의 길이(나중에 공간에서 신체에 대한 인식을 형성하는 데 사용됨)를 신호하는 것으로 생각된다.

## 같이 보기
- 알파 운동 신경세포
- 베타 운동 신경세포
- 감마 운동 신경세포
- 근방추 (근육방추)
- 방추속근육세포 (방추내근섬유)
- 방추밖근육세포 (방추외근섬유)
- 운동 단위
- Ia형 감각 신경섬유